# HD 178187
HD 178187，又名BD+24 3640，SAO 86817、HR 7250，是一颗恒星，视星等为5.77，位于銀經56.3，銀緯7.67，其B1900.0坐标为赤經19h 2m 28.2s，赤緯+24° 7.67′ 44″。